# Amin Abou Rashed
Amin Abou Rashed (1967), ook bekend als Abou Eenarm is een Palestijns activist met de Nederlandse nationaliteit. Hij werd in 1967 geboren in Beiroet, Libanon en studeerde economie aan de universiteit van Beiroet. In 1986 verloor hij tijdens de Libanese burgeroorlog zijn rechterarm. In 1992 kwam hij als vluchteling naar Nederland, waar hij in 1996 de Nederlandse nationaliteit verwierf. Abou Rashed is ook bekend onder de roepnaam Amin Abou Ibrahim. Hij is getrouwd en heeft twee dochters.

## Activiteiten
Abou Rashed zet zich middels verschillende organisaties en activiteiten in voor de Palestijnse zaak. Hij is een veelgevraagd en gerespecteerd spreker over dit onderwerp. Hij is gekozen bestuurslid van de Palestijnse Gemeenschap in Nederland en voorzitter van de stichting European Palestinian Media Center (EPAL), welke zich bezighoudt met informatie, nieuws en duiding over de Palestijnse zaak in Europa. Daarnaast is hij vrijwillig actief in de Stichting Palestijns Platform voor Mensenrechten en Solidariteit (PPMS) en neemt hij regelmatig deel aan vanuit Europa georganiseerde konvooien, delegaties en hulpmissies naar vluchtelingenkampen met oorlogsslachtoffers.

## EU-terrorismelijst
In het verleden zette Abou Rashed zich in als vrijwilliger voor de Nederlandse Al-Aqsa Stichting. De gelden van deze stichting werden in 2003 bevroren nadat de minister van Buitenlandse Zaken de Sanctieregeling Terrorisme 2003 aannam, wegens vermeende fondsenwervingsactiviteiten ten behoeve van terrorisme ondersteunende organisaties in het Midden-Oosten, maar werd in 2007 door de Europese Commissie nietig verklaard, die vaststelde dat de rechten van de verdediging van de betrokkenen niet zijn geëerbiedigd door de Raad bij de vaststelling van de bestreden besluiten. Toch bleef Stichting Al-Aqsa Nederland op de ‘EU-bevriezingslijst’ staan. Op 9 september 2010 oordeelde het Europese Hof van Justitie in Luxemburg uiteindelijk dat de regeringen van de Europese Unie Stichting Al-Aqsa Nederland van de ‘EU-bevriezingslijst’ moesten schrappen. In 2012 werd Al-Aqsa alsnog op de EU-lijst wegens financiering van terrorisme geplaatst, na een uitspraak van het EU-Hof na een beroep van Nederland tegen het arrest van het EU-Gerecht uit 2010.
Amin Abou Rashed komt ook onder meerdere pseudoniemen voor in een document gepubliceerd door het National Bureau for Counter Terror Financing of Israel (NBCTF), die hem als hoofd van de in Israël als terroristische organisatie beschouwde Stichting ISRAA betiteld, en hij zou actief zijn in de door Israël eveneens als terroristische organisatie beschouwde Popular Conference For Palestinians Abroad (PCPA).
Amin Abou Rashed sprak in 1998 op een conferentie van de Holy Land Foundation, een Amerikaanse organisatie die in 2008 in de Verenigde Staten werd vervolgd vanwege het financieren van Hamas. Pro-Israëlische media hebben dit feit meermaals gebruikt om hem verbanden met deze terreurgroep aan te schrijven. Voor directe verbanden is echter geen concreet bewijs.
In 2010 kwam Amin Abou Rashed in het nieuws als opvarende van het scheepskonvooi voor Gaza dat door de Israëlische marine werd tegengehouden. Hij was een van de twee opvarenden met de Nederlandse nationaliteit, naast de antropologe Anne de Jong. Rashed is (blijkens een publicatie op een Engelstalige nieuwswebsite van de Moslimbroederschap) een van de initiatiefnemers van de Europese actie om de blokkade van Gaza te breken. In dit artikel wordt beweerd dat hij door de Israëlische geheime dienst wordt beschouwd als 'chief Hamas fundraiser' in West-Europa.
In 2020 maakte Abou Rashed deel uit van een Nederlandse sport handelsmissie naar Qatar De handelsmissie viel onder politieke verantwoordelijkheid van Sigrid Kaag (D66, minister van Buitenlandse Handel) en Bruno Bruins (VVD, minister voor Medische Zorg en Sport).
Abou Rashed en zijn 25-jarige dochter werden op 22 juni 2023 aangehouden door de FIOD, op verdenking van het doorsluizen van geld (meer dan 11 miljoen euro) o.a. via de Stichting ISRAA naar organisaties die te relateren zijn aan de in 2003 gesanctioneerde organisatie Hamas. Eveneens worden zij ervan verdacht deel uit te maken van een criminele organisatie, die tot doel heeft Hamas financieel te ondersteunen.  Vanaf 16 mei 2024 mocht hij zijn proces in vrijheid afwachten. Zijn dochter was al eerder vrij gekomen.

## VS-terrorismelijst
In juni 2025 heeft het U.S. Department of the Treasury een persbericht doen uitgaan, waarin ze mededeelt dat Rashed en zijn dochter Israa en hun hulpstichting ISRAA op de sanctielijst terrorisme zijn geplaatst wegens het werven van fondsen voor Hamas door nep-liefdadigheidsinstellingen als dekmantel te gebruiken. Rashed wordt in het persbericht een topagent van Hamas in Europa genoemd.